# Hana Pleskotová
Hana Pleskotová (* 27. ledna 1953) je česká a československá politička Komunistické strany Československa a poslankyně Sněmovny lidu Federálního shromáždění za normalizace.

## Biografie
K roku 1986 se zmiňuje profesně jako pletařka.
Ve volbách roku 1986 zasedla za KSČ do Sněmovny lidu (volební obvod č. 71 - Chrudim, Východočeský kraj). Ve Federálním shromáždění setrvala do konce funkčního období, tedy do svobodných voleb roku 1990. Netýkal se jí proces kooptací do Federálního shromáždění po sametové revoluci.